# Samuel Parot
Samuel Parot (* 5. Dezember 1963 in Talca, Región del Maule) ist ein chilenischer Springreiter.
Im Mai 2013 befand er sich auf Platz 228 der Weltrangliste, nachdem er vormals auf Rang 207 geführt wurde.

## Werdegang
1999 wurde Parot wegen Dopings disqualifiziert.
2003 zog er nach Europa, trainierte in den Niederlanden und in Frankreich, bevor er nach Südamerika zurückkehrte.
2007 belegte er bei den Panamerikanischen Spielen mit der chilenischen Mannschaft den 9. Platz und im Einzel Rang 28. Bei den Panamerikanischen Spielen 2011 in Guadalajara ritt die chilenische Equipe auf den 5. Platz, im Einzel sprang er mit Al Calypso auf Rang 13. Bei den Olympischen Spielen in London belegte er 2012 mit der Mannschaft den 15. und im Einzel den 59. Platz sowie im Einzel bei den Olympischen Spielen in Tokio 2020 den Platz 31.

## Pferde
aktuelle:
- Al Calypso (* 2002), Hannoveraner, brauner Wallach, Vater: Askari, Muttervater: Calypso II, seit 2011, zuvor von Daniel Bluman geritten.
- Whisper He (* 2003), KWPN, Wallach

ehemalige Turnierpferde:
- Signature (* 1999), KWPN, braune Stute

## Erfolge
- Olympische Sommerspiele
  - 2012, London: 15. Platz mit der Mannschaft und 59. Platz im Einzel (Al Calypso)
  - 2020, Tokio: 31. Platz im Einzel
- Panamerikanische Spiele
  - 2007, Rio de Janeiro: 9. Platz mit der Mannschaft und 28. Platz im Einzel (Signature)
  - 2011, Guadalajara: 5. Platz mit der Mannschaft und 13. Platz im Einzel (Al Calypso)